# Asiago Hockey
Asiago Hockey 1935 – włoski klub hokeja na lodzie z siedzibą w Asiago (Prowincja Vicenza).

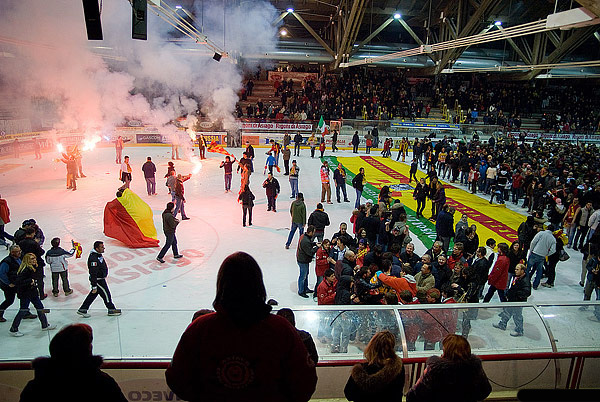
Feta po zdobyciu mistrzostwa Włoch w 2010

## Sukcesy
- Złoty medal mistrzostw Włoch: 2001, 2010, 2011, 2013, 2015, 2020, 2021, 2022
- Puchar Włoch: 1991, 2000, 2001
- Superpuchar Włoch: 2003, 2013, 2015, 2020, 2021, 2022
- Trzecie miejsce w Pucharze Kontynentalnym: 2014
- Awans do Superfinału Pucharu Kontynentalnego: 2012, 2016
- Srebrny medal Alps Hockey League: 2017, 2021
- Srebrny medal mistrzostw Włoch: 2017
- Złoty medal Alps Hockey League: 2018, 2022